# Beto Cuevas
Luis Alberto Cuevas Olmedo (Santiago, 12 de setembro de 1967), mais conhecido como Beto Cuevas, é um cantor, compositor, artista plástico, pintor e ator chileno-canadense. Ele é o vocalista da banda de rock chilena La Ley. Em 2008 lançou-se a carreira a solo com o lançamento do álbum Miedo Escénico. Em 2012 lançou seu segundo álbum, Transformación.

## Discografia

### Álbuns solo
- 2008: Miedo Escenico
- 2012: Transformación
- 2019: Colateral

### Álbuns com La Ley
- 1990: Desiertos
- 1991: Doble Opuesto
- 1993: La Ley
- 1994: Cara de Dios
- 1995: Invisible
- 1998: Vértigo
- 2000: Uno
- 2001: La Ley MTV Unplugged
- 2003: Libertad
- 2004: Historias e Histeria
- 2014: Retour
- 2016: Adaptación